# Battleford
Battleford è un comune del Canada, situato nella provincia del Saskatchewan, nella divisione No. 12.